# 大
大 est un sinogramme et un kanji composé de 3 traits. Il signifie grand, gros.
Dà en est la transcription en hanyu pinyin. Il se lit, en japonais, ダイ (dai) ou タイ (tai : grand, gros) en lecture on et おお (oo), おおきい (ookii) ou おおいに (ooini) en lecture kun.
Il fait partie des kyōiku kanji de 1re année.
C'est aussi un prénom (Dai), de même il sert à écrire de nombreux prénoms composés de plusieurs kanjis.